# Čmanjke
Čmanjke (em cirílico: Чмањке) é uma vila da Sérvia localizada no município de Tutin, pertencente ao distrito de Ráscia, na região de Ráscia, Stari Vlah e Sanjaco. A sua população era de 63 habitantes segundo o censo de 2011.

## Demografia
| 1948 | 1953 | 1961 | 1971 | 1981 | 1991 | 2002 | 2011 |
| ---- | ---- | ---- | ---- | ---- | ---- | ---- | ---- |
| 102  | 95   | 100  | 124  | 136  | 125  | 84   | 63   |